# Nemico pubblico N. 1 - L'istinto di morte
Nemico pubblico N. 1 - L'istinto di morte (Mesrine: L'instinct de mort) è un film del 2008 diretto da Jean-François Richet, prima parte di un dittico formato con Nemico pubblico N. 1 - L'ora della fuga (Mesrine: L'ennemi public n° 1), che racconta la storia vera del gangster francese Jacques Mesrine, ispirato al romanzo autobiografico che lo stesso Mesrine scrisse dal carcere poco prima della sua clamorosa evasione. Ambientato in Francia e nella Montréal degli anni sessanta è stato girato in Québec.
Il film è stato distribuito nelle sale italiane il 13 marzo 2009.

## Trama
Il film inizia con l'uccisione, nel traffico parigino, di Jacques Mesrine. Segue il racconto della sua vita: da soldato ribelle dell'esercito francese di stanza in Algeria, Mesrine diventa uno spietato criminale lungo le strade di Parigi tanto da guadagnarsi il soprannome di nemico pubblico nº 1. L'efferata violenza di Mesrine inizia durante l'interrogatorio di un prigioniero in Algeria per poi continuare in una lunga sequenza di atti criminosi anche in Francia. Assetato di potere e in cerca di denaro facile, rifiuta il lavoro offertogli dal padre iniziando un'ascesa senza precedenti nella malavita locale francese e ad aiutarlo il boss della criminalità locale, Guido. Nonostante le suppliche della moglie spagnola, che gli darà tre figli, Mesrine diventa così tra gli anni sessanta e l'inizio degli anni settanta il gangster più ricercato di Francia. Incontrerà anche la bella e altrettanto spietata Jeanne Schneider con la quale farà coppia fissa in una sequela di rapine a mano armata che li porterà da Parigi a Montréal. Costretto infatti all'esilio in Canada, Mesrine sarà arrestato e fuggirà in modo rocambolesco, insieme all'amico e complice Mercier, da una delle prigioni più dure dello stato.

## Riconoscimenti
- Premi César 2009
  - Miglior regista
  - Miglior attore (Vincent Cassel)
  - Miglior sonoro
- Premi Lumière 2009
  - Miglior attore (Vincent Cassel)

## Distribuzione
Il film è stato distribuito nelle sale cinematografiche nel 2008, arrivando in quelle italiane il 13 marzo 2009. 
Ha incassato 18 milioni di euro, ottenendo 10 nomination ai César, Oscar francesi.

## Colonna sonora
La colonna sonora originale viene composta a quattro mani dal musicista italo-americano Marco Beltrami e dal suo collaboratore e orchestratore abituale, Marcus Trumpp. La partitura sinfonica (completamente priva delle usuali interpolazioni elettroniche caratteristiche dello stile di Beltrami) sottolinea con vibrante emozione gli eventi più drammatici della pellicola, con uno stile che sembra riecheggiare le composizioni cinematografiche in auge nelle fiction poliziesche americane (Jerry Goldsmith, Lalo Schifrin) e francesi (Philippe Sarde) degli anni settanta.